# Banjar (Java)
Banjar is een stad en gemeente in West-Java in Indonesië. Het is een echte Indonesische stad die geen koloniale bouwwerken kent, zoals de andere grote steden op Java. De plaats Banjar telt 15.309 inwoners (2010). De stadsgemeente telt ruim 160.000 inwoners.
Het woord Banjar betekent een rij of keten, maar ook een gemeenschap en komt als plaatsnaam in Indonesië vaker voor.

## Onderverdeling
De stadsgemeente is onderverdeeld in de volgende onderdistricten en dorpen:
Banjar: Balokang • Banjar • Jajawar • Neglasari • Situbatu

Langensari: Bojongkantong • Kujangsari • Muktisari • Rejasari • Waringinsari

Pataruman: Batulawang • Binangun • Hegarsari • Sinartanjung

Purwaharja: Karangpanimbal • Mekarharja • Purwaharja • Raharja
Stadsgemeenten: Bandung · Banjar · Bekasi · Bogor · Cimahi · Cirebon · Depok · Sukabumi · Tasikmalaya

Regentschappen: Bandung · Bekasi · Bogor · Ciamis · Cianjur · Cirebon · Garut · Indramayu · Karawang · Kuningan · Majalengka · Pangandaran · Purwakarta · Subang · Sukabumi · Sumedang · Tasikmalaya · West-Bandung